# Quelicai (posto administrativo)
Quelicai é um posto administrativo no município de Baucau, em Timor-Leste. A sua capital é a vila de Quelicai, localizada no suco de Lacoliu. Em 1936, os portugueses mudaram o nome para Bela Vista. Alguns anos após a Segunda Guerra Mundial o antigo nome foi devolvido. Em 2022, o posto administrativo tinha uma população de 7.812 pessoas.
O posto administrativo de Quelicai tem uma área de 98.20 km², e está dividido nos seis Sucos Baguia, Bualale, Lacoliu, Letemumo, Macalaco e Uaitame. Em 1 de Janeiro de 2024, os postos administrativos de Quelicai Antigo e Matebian foram separados de Quelicai, o que introduziu estes novos postos administrativos no município.